# PAX (подія)
PAX (також відома, як Penny Arcade Expo) - це серія ігрових подій, проведених у Сіетлі, Бостоні, Мельбурні і Сан-Антоніо. PAX було створено Джеррі Голкінсом (англ. Jerry Holkins) та Майком Крагуліком (англ. Mike Krahulik), авторами веб коміксу Penny Arcade. Вони хотіли взяти участь у  шоу, що має відношення виключно до відеоігор.
Створена у 2004, PAX була розцінена, як свято на честь геймер культури. Основними та визначальними характеристиками стали: відкриття події промовою інсайдера, ігрові концерти, великі афіші відеоігор, представницькі кабіни від незалежних і великих ігрових розробників та видавців, мережеві вечірки, ігрові турніри та безкоштовні зони з відеоіграми. Кожен фестиваль PAX має "Омегатон", довгий ігровий турнір, що складається з групи випадково відібраних учасників, що конкурують за головний приз. Фінальний раунд "Омегатону" закриває церемонію PAX. Минулі відеоігри фінального раунду включали Tetris, Pong, Halo 3 та Skee ball.

## Історія
Перша PAX, відома на цей час, як Penny Arcade Expo, була проведена 28-29 серпня, 2004 року, в Белв'ю, Вашингтон, у Центрі Мейденбауер, її відвідали щонайменше 3,300 людей. Подія проводилася в цьому ж місці та в цей ж час, наступні два роки. Відвідуваність дуже швидко росла і сягнула помітки вище, ніж 9,000 відвідувачів у 2005 році та більш ніж 19,000 у 2006.
Протягом 2007 року подія змінила своє місце розташування та перемістилася до Конференц-Центру у Вашингтоні, де було вдвічі більше місця. Відвідуваність у 2007 році дійшла до 39,000 осіб. У 2008 році кількість збільшилася до 58,500, та у 2009 до 60,750 осіб.
У 2010 році PAX було проведено вперше на східному узбережжі, де отримало назву PAX East. PAX East 2010 було проведено в Бостоні, 26–28 березня, у Конференц-центрі Гінеса. Відвідуваність цієї події конкурувала з PAX 2009; PAX East 2010 налічувала 52,290 відвідувачів. З того часу оригінальна подія у Вашингтоні була перейменована у PAX Prime, щоб уникнути плутанини між ними двома. PAX Prime 2010 налічувала 67,600 осіб, та вперше були задіяні заходи за межами майданчика.
PAX Prime 2011 відвідало більш ніж 70,000 осіб. За два дні до цього, була проведена подія під назвою PAX; це була подія виключно для спільноти розробників відеоігор, куди не впускали представників преси, та у ній взяли участь приблизно 750 людей. Цю подію було створено як форум, де "видавці [могли] вільно розмовляти і повністю зосередитися на своїй торгівлі". Цього ж року, друга щорічна PAX East була проведена у березні 2011 року, переміщена до Бостонського Конференц та Виставкового Центру.
PAX East 2012 була проведена 6 - 8 квітня, та PAX Prime 2012 з 31 серпня до 2 вересня, під час Дня праці.
PAX East 2013 відбулася 22 - 24 березня. 2013 також відзначився першим роком, що подія була проведена поза межами США; Австралійська PAX 2013 була проведена 19 - 21 липня, 2013 року у Шоуграунді Мельбурна. PAX Prime 2013 стала першою чотириденною PAX та відбувалася з 30 серпня до 2 вересня, 2013. Пропуски на PAX Prime 2013 продалися за шість годин.
Угода, досягнута в ранньому 2012 зробила Бостон рідним домом PAX East до 2023 року.
PAX Australia 2014 була проведена у Мельбурнському Конференц та Виставковому Центрі з 31 жовтня до 2 листопада, 2014, де була підтверджена, як щорічна виставка у Мельбурні до 2019 року. PAX South була проведена на півдні у Сан Антоніо, Техас у Конференц Центрі Генрі Гонзалеза 23 - 25 серпня, 2015 року. Вона встановила рекорд по відвідуваності серед усіх PAX подій цього року.
PAX East 2015 була проведена 6 - 8 березня у Бостонському Конференц та Виставковому Центрі. PAX Prime 2015 була проведена у Вашингтонському Державному Конференц Центрі 28 - 31 серпня. PAX Australia 2015 була проведена під час Кубку Мельбурна, з 30 жовтня до 1 листопада, у Мебурнському Конференц та Виставковому Центрі.
18 листопада, 2015 року, без розголосу перейменували PAX Prime на PAX West.
PAX South 2016 була проведена 29 - 31 січня у Конференц Центрі Генрі Гонзалеза в Сан Антоніо, Техас. 
PAX East 2016 проведена 22 - 24 квітня у Бостонському Конференц та Виставковому Центрі. 
PAX West 2016 (раніше PAX Prime) була проведена 2 - 5 вересня у Вашингтонському Державному Конференц Центрі. 
PAX Australia 2016 проведена 4 - 6 листопада у Мельбурнському Конференц та Виставковому Центрі.
PAX East 2017 буде проведена 10 -12 березня у Бостонському Конференц та Виставковому Центрі.